# CS Târgu Mureș
Clubul Sportiv Târgu Mureș a fost un club românesc de fotbal din orașul Târgu Mureș, județul Mureș. A fost înființat în 1944 și desființat în 1960.

## Istoric
- Clubul a fost fondat de muncitorii feroviari din Târgu Mureș și a participat în primul an de la înființare în campionatul regional al județului, sub denumirea ASM Târgu Mureș

- În 1945, și-a schimbat numele în Dermagant și un an mai târziu a participat la barajul pentru alcătuirea Diviziei A, câștigând disputa cu Karres Mediaș și urmând să reprezinte zona Mureș în prima divizie. Formația folosită de antrenorii Markos și Glanczmann în baraj a fost: Bota - Szoko, Bojthe, Samodi, Csiki, Benyovszki, Incze I, Incze II, Siko, Stroia și Balogh.

- În primul sezon în Divizia A ocupă locul 10, pentru ca în 1948 să-și schimbe numele în RATA Târgu Mureș, după numele întreprinderii care devenise principal sponsor. Cu Iuliu Baratky pe bancă, echipa ocupă locurile 9 și 4 în prima divizie.

- În toamna anului 1949, echipa devine Locomotiva Sibiu, printr-o decizie a Consiliului pentru Cultură Fizică și Sport care hotărâse ca toate grupările Uniunii Transporturilor și Comunicațiilor să poarte numele Locomotiva (era cazul și altor cluburi din țară precum Rapid București, CFR Sibiu, CFR Timișoara, toate devenind Locomotiva).

- Ștefan Dobay este adus în funcția de antrenor, și echipa se clasează pe locurile 9 (sezonul 1950), 10 (sezonul 1951), 4 (sezonul 1952), 7 (sezonul 1953) și iar 10 (sezonul 1954). În iulie 1955, echipa este încredințată antrenorului Arcadie Kiss și la sfârșitul acelui sezon ocupă locul 11 în clasament și retrogradează în Divizia B.

- În 1956, echipa își schimbă din nou numele, în Avântul, și cu același Arcadie Kiss pe bancă, reușeste revenirea după un singur an în Divizia A. Nu rezistă decât un sezon, cade din nou în Divizia B unde în 1958 devine Clubul Sportiv Târgu Mureș. În sezonul 1958-59 ocupă locul 7 în seria 1, iar în ediția 1959-60 se clasează pe ultimul loc, 14, în seria a treia, retrogradând în campionatul regional, iar apoi clubul se desființează, după apariția în oraș a clubului polisportiv CS Mureșul.

## Cronologia numelui
| Nume                        | Perioada  |
| --------------------------- | --------- |
| ASM Târgu Mureș             | 1944–1945 |
| Dermagant Târgu Mureș       | 1945–1947 |
| RATA Târgu Mureș            | 1947–1950 |
| Locomotiva Târgu Mureș      | 1950–1955 |
| Avîntul Târgu Mureș         | 1955–1956 |
| Recolta Târgu Mureș         | 1956–1957 |
| Energia Recolta Târgu Mureș | 1957–1958 |
| CS Târgu Mureș              | 1958–1960 |

## Palmares
Liga I:
- Locul 4 (2): 1948–49, 1952

Liga II:
- Campioni (1): 1956